# Pomnik Nieznanego Powstańca Wielkopolskiego w Bydgoszczy
Pomnik Nieznanego Powstańca Wielkopolskiego – pomnik urządzony na grobie nieznanego powstańca wielkopolskiego, zmarłego w Bydgoszczy w 1919, wskutek odniesionych ran.  

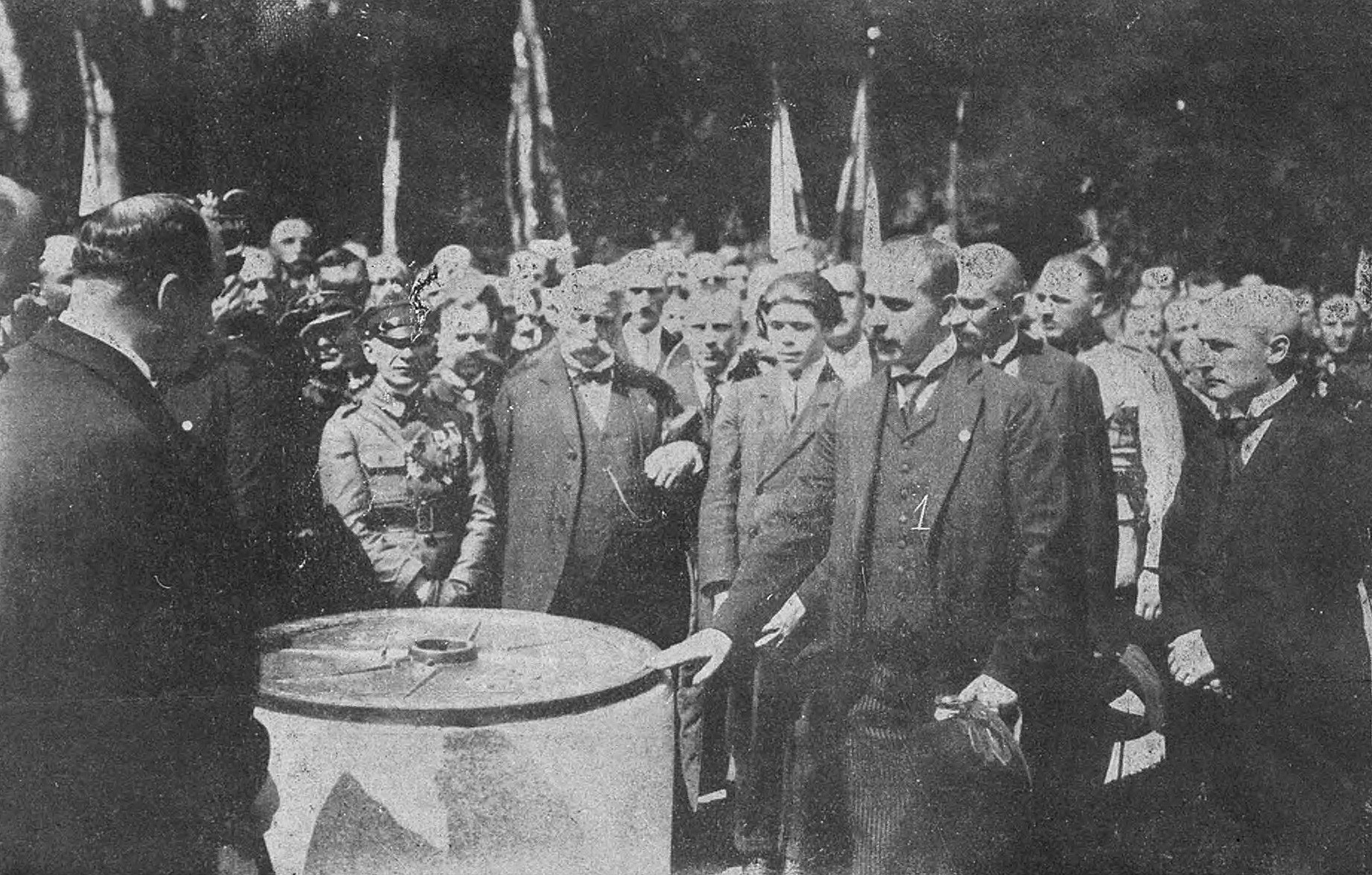
Uroczystość przejęcia grobu pod opiekę miasta - na zdjęciu prezydent Bernard Śliwiński

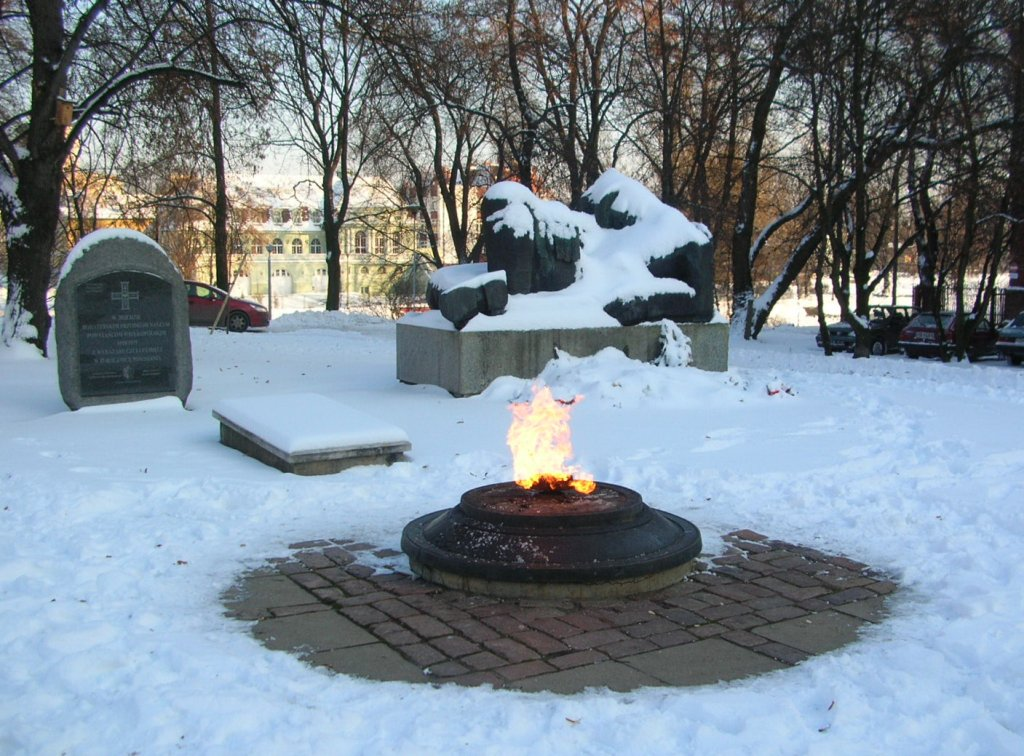
Pomnik zimą

## Historia
Po 1922, kiedy zburzono Pruski Pomnik Poległych w Bydgoszczy, pojawiła się inicjatywa upamiętnienia w tym miejscu poległych żołnierzy polskich w Powstaniu Wielkopolskim. Głównym inicjatorem budowy pomnika był wieloletni inspektor cmentarza Nowofarnego w Bydgoszczy Andrzej Sikorski.
W tym celu urządzono grób Nieznanego Powstańca Wielkopolskiego, który zawierał  prochy zmarłego w czerwcu 1919 powstańca, który - ciężko ranny - dostał się do niewoli pruskiej i zmarł w szpitalu wojskowym w Bydgoszczy, nie odzyskawszy przytomności.
Ponieważ nie posiadał przy sobie dokumentów - nazwisko jego pozostało nieznane. 
Pochowany pierwotnie na cmentarzu Nowofarnym przy ul. Artyleryjskiej, został po odzyskaniu przez miasto niepodległości ekshumowany, a jego trumnę złożono do murowanego grobu przy ulicy Bernardyńskiej. 
Uroczystość ta odbyła się 7 sierpnia 1925 roku, a uczestniczyli w niej m.in. pułkownik wojsk amerykańskich Miller – prezes światowego związku byłych żołnierzy narodów sprzymierzonych, Adolf Rafał Bniński – wojewoda poznański, gen. Józef Dowbor-Muśnicki, Bernard Śliwiński – prezydent Bydgoszczy, hrabia Maciej Mielżyński, gen. Wiktor Thommée oraz przedstawiciele Rady Miejskiej, wojska, władz państwowych i samorządowych.
W następnych latach przy grobie odbywały się uroczystości państwowe oraz organizowane przez Związek Hallerczyków. 8 października 1928 w grobie złożono uroczyście urnę z ziemią pobraną z grobów żołnierzy Armii Hallera w St. Hilaire we Francji.
Ostatnią uroczystość przed wybuchem II wojny światowej zorganizowano 21 maja 1939 w 20. rocznicę przybycia Armii Polskiej z Francji do Polski. W pochodzie, po mszy św. w kościele Św. Trójcy, oprócz gen. Józefa Hallera maszerowali goście oficjalni, kombatanci i tłumy mieszkańców.
Grób został zlikwidowany przez hitlerowców w 1939 roku. Wydobytą trumnę ze szczątkami Nieznanego Powstańca zniszczono, a robotnikom polecono mogiłę zasypać i  posiać trawę, by nie pozostał po niej żaden ślad.
Po zakończeniu wojny powstał Komitet Odbudowy Grobu, który został powołany z inicjatywy działającego już Związku Powstańców i Wojaków w Bydgoszczy. 
Uroczystość poświęcenia i przekazania grobu społeczeństwu odbyła się 25 sierpnia 1946 roku.
W środowiskach kombatanckich, które uważały, że grób jest zbyt skromny, powstała inicjatywa ażeby obok niego postawić pomnik. Jego projekt wykonał bezinteresownie rzeźbiarz prof. Stanisław Horno-Popławski, będący również kombatantem. Rzeźbę wykonał bydgoski artysta - rzeźbiarz Aleksander Dętkoś. Odlew wykonano w fabryce „Spomasz".
Odsłonięcie pomnika odbyło się w dniu 29 grudnia 1986 roku, w 68 rocznicę wybuchu Powstania Wielkopolskiego.
16 grudnia 1998 zawiązał się w Bydgoszczy Zarząd Oddziału Kujawsko-Pomorskiego Towarzystwa Pamięci Powstania Wielkopolskiego 1918/1919 r., które stało się głównym organizatorem uroczystości rocznicowych przed Grobem Nieznanego Powstańca Wielkopolskiego. W 2003 z inicjatywy Towarzystwa w pobliżu pomnika ustawiono pamiątkowy obelisk.

## Opis
Pomnik wykonany z brązu przedstawia postać rannego powstańca w pozycji leżącej. Figura znajduje się w miejscu pamięci z płytą nagrobną, zniczem, obeliskiem z tablicą pamiątkową oraz alejkami.